# Буєр

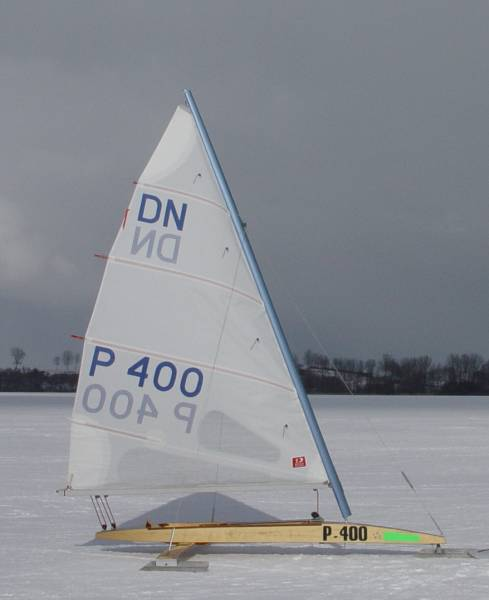
Споряджений буєр класу «International DN» на льоду

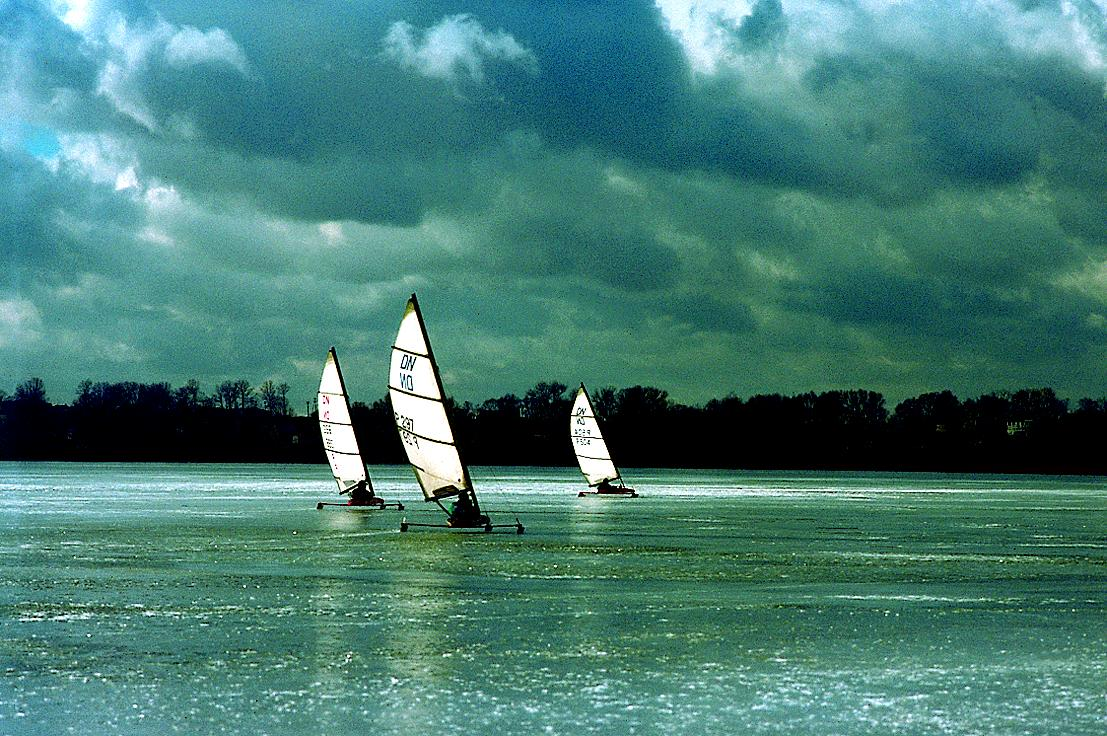
Змагання з буєрного спорту

Бу́єр (нід. boeier) — легкий човен або платформа, встановлена на особливих металевих ковзанах, призначена для ковзання по льоду й оснащена щоглою з вітрилами. Керування буєром має багато чого спільного з керуванням яхтою, але потребує спеціальних навичок через особливості керування і велику швидкість руху.
В англомовній термінології буєр називається iceboat — «льодовий човен».
Буєр є основним знаряддям для занять буєрним спортом.
На буєрах проводяться регіональні змагання, чемпіонати Європи та Світу.